# Protolog
Protolog – termin z dziedziny nomenklatury botanicznej, określający wszystko, co towarzyszy ważnemu wprowadzeniu nazwy naukowej taksonu.
Definicja protologu znajduje się w kolejnych wersjach kodeksów nomenklatury botanicznej. W obecnie (2023) obowiązującym Międzynarodowym Kodeksie Nomenklatury glonów, grzybów i roślin definicja protologu podana jest w przypisie do Art. 6.13. Została ona przejęta ze starszych wersji kodeksu, zatytułowanych Międzynarodowy Kodeks Nomenklatury Botanicznej (w wersji z 1987, przetłumaczonej na język polski, definicja znajduje się w przypisie do Art. 8.1).
Protolog (łac. protologus, ang. protologue), od greckich słów πρώτος [protos] – pierwszy i λόγος [logos] – słowo, mowa, to wszystkie elementy, towarzyszące nazwie przy jej ważnym opublikowaniu. Chodzi zatem nie tylko o opis i ilustrację, ale również o synonimikę, cytowania konkretnych okazów zielnikowych, komentarze itp.